# 金井喜久子
金井 喜久子（かない きくこ、1906年3月13日 - 1986年2月17日 ）は、日本の作曲家。旧姓は川平（かびら）。

## 人物・来歴
沖縄県宮古郡（現・宮古島市）で生まれた。父の川平朝儀は沖縄県議。8歳の時には琴を、10歳の時には琵琶を学んだ。沖縄県立第一高等女学校在学中の13歳のときにヴァイオリンを学び、卒業後、1927年日本音楽学校に声楽を学び、卒業後、沖縄音楽を広く知らしめるという志を抱いて1933年に東京音楽学校の作曲科に女性として初めて入学。下総皖一および呉泰次郎に師事した。1936年に同校を卒業後、研究科に進み、1938年に修了した。なお、東京商大のトロンボーン奏者・金井儼四郎（1909年-2000年）と1932年に結婚し、金井喜久子を名乗る。
卒業後は引き続き呉泰次郎に和声学を7年間学び、尾高尚忠には1940年から4年間管弦楽法を、1947年から平尾貴四男には対位法などを4年間学んだ。1940年には日本女性としては初の交響曲第1番を3楽章まで作曲、同年12月20日に日比谷公会堂で自身の指揮で中央交響楽団 (現・東京フィルハーモニー交響楽団) により演奏したが、終楽章はピアノスケッチのみで終わり（2005年に高良仁美が初めて録音・リリースした）、以後演奏することはなかった。この作品は後の民族的な作風ではなく、呉から仕込まれたドイツ・ロマン派風の作品だったことが、金井が忌み嫌って封印した原因と思われる。なお、同曲の初演時の3楽章までの録音は近年発見され、キングレコードから歌曲集と共にリリースされた。2011年には浄書譜が製作されている。
1944年には尾高尚忠の指揮、東京交響楽団によって第1回交響作品発表会を開いたほか、1946年、1947年にも第2回、第3回交響作品発表会を開いて自作品を発表した。1950年からは「白檮会」の結成に加わり、作品発表を精力的に行った。
また1954年にはブラジルのサンパウロで行われた第7回国際民族音楽会議に日本代表として出席し、同地でハンス＝ヨアヒム・ケルロイター（Hans-Joachim Koellreutter）に3ヶ月間十二音音楽を学んだ。
1956年にはマーロン・ブランド出演の映画『八月十五夜の茶屋』の音楽を担当した。
1971年には「じんじん」でレコード大賞童謡賞を受賞するなど、数々の作品を発表。沖縄民謡を採譜した「琉球の民謡」を出版し、執筆活動でも功績を残した。1986年に東京で没。
作風は生地の沖縄の伝統音楽に基づいた風趣を前面にしたものであり、「民族的」な香りの強い作風である。
近年、遺族が所蔵していた大量の自筆譜の調査・録音により再評価が進んでいる。

## 家族・親族
ジョン・カビラ、川平慈英兄弟の親戚にあたる。

## 作品
- 管弦楽曲「琉球の印象」（1939年）
- 交響曲第1番ハ短調（1940年）（第4楽章のみピアノ・スケッチ。師であった呉泰次郎の指示によりドイツ・ロマン派風の交響曲になったことを不満とし、封印したといわれている）
- ピアノ曲「月夜の乙女たち」（「琉球舞踊組曲」より、1940/1947年?）
- 交響詩曲「琉球の思い出」（1941年）（「鳩間節」「むんじゅる」「かなよー」の3曲から成る）
- 管弦楽曲「琉球舞踊組曲第1番」（1944年）
- 交響的序曲「宇留間の詩」（1944年）
- 交響詩曲「梯梧の花咲く琉球」（1946年）
- 管弦楽曲「琉球狂詩曲第1番」（1947年）
- 交響曲第2番ト長調（1947年）
- 管弦楽曲「琉球舞踊組曲第2番」（1947年）
- バレエ音楽「宮古島縁起」（1949年）
- バレエ音楽「琉球秘話」（1949年）
- ヴァイオリン小品（1949年）
- ピアノ八重奏曲「琉球狂詩曲第2」（1950年）
- 琉球秘話「今帰仁城物語」(1951年)
- ピアノ八重奏曲「琉球奇想組曲」（1951年）
- ピアノ五重奏曲（1951年）
- ピアノ曲「琉球譚詩曲」（1951年）
- 管弦楽曲「うるまの歌」（1952年）
- ヴァイオリンソナタ（1952年）
- ピアノと吹奏楽のための「沖縄ラプソディ」（1953年）（初演時のピアノを山本直純が担当した）
- ピアノ曲「12音階による小品」（1954年）
- ピアノ曲「ブラジル・ラプソディー」（1955年）
- 映画音楽『八月十五夜の茶屋』（1956年）
- ピアノ曲「すみれの曲」（1959年）
- 歌舞伎劇「唐船物語 (悲恋唐船)」(1960年)
- 沖縄民謡による合唱曲集（1961年出版）
- 歌曲集「沖縄のわらべうた」（1961年出版）
  - じんじん
- 歌曲集「沖縄の歌」（1962年出版）
- オペレッタ「戻り笠籠」(1963年)
- 歌曲集「母と子の沖縄の歌」（1965年出版）
- トロンボーンによる3つの奇想組曲（1966年）
- 合唱曲「さあさあ皆さん」（金井喜久子 詞、1966年）
- 合唱曲「港」（金井喜久子 詞、1966年）
- 沖縄民謡による合唱曲集2（1967年出版）
- 歌劇「沖縄物語」(1968年)
- 琴、エレクトーン、打楽器のための「浜千鳥変奏曲」（1970年）
- 合唱曲・海洋博讃歌「すばらしき沖縄」（1971年）
- 管弦楽組曲「御前風の幻想・空手の舞曲」（1972年）
- 吹奏楽のための沖縄復帰祝典序曲《飛翔（はばたき）》（1972年）（日本武道館での沖縄復帰記念式典において初演）
- 吹奏楽曲「沖縄ラプソディー」（1972年）
- バレエ音楽「竜神まつり」（1974年）
- フルートとピアノのための「てぃんさぐの花」変奏曲（1975年）
- 児童劇「眠り虫次郎」（1976年）
- オペレッタ「頓智小僧 "三良小"(さんらーぐあー)」(1980年)
- 管弦楽曲「沖縄舞踊組曲第2」（1981年）
- 歌曲「ひめゆりの塔」（仲宗根政善 詞、1982年）
- 歌曲「摩文仁の丘に」（犬塚堯 詞、1982年）
- 歌曲「摩文仁の石」（大倉芳郎 詞、1984年）
- 歌曲「花の便りを」（犬塚堯 詞、1985年）
- 歌曲「南の島」（金井喜久子 詞、1985年）

## 著書
- 『ミュージカル世界の旅』音楽之友社、1964年
- 『愛のトゥバルマー ある歌姫の物語』私家版、1984年
- 『ニライの歌』:琉球新報社、2006年 ISBN 4897420725
- 『琉球の民謡』(復刻版):音楽之友社、2006年 ISBN 4276133734